# Undorf
Undorf ist ein Ortsteil des Marktes Nittendorf im Landkreis Regensburg. 

## Lage
Undorf liegt westlich des Kernortes Nittendorf an der R 14. Die A 3 führt am nördlichen Ortsrand vorbei. Die Schwarze Laber, ein linker Zufluss der Donau, fließt am westlichen Ortsrand.

## Geschichte
Undorf war bereits vor der Gebietsreform in Bayern ein Ortsteil von Nittendorf. Bei der Volkszählung 1964 war es nach der Einwohnerzahl (1281) deutlich größer als der Hauptort (553). Stand 2021 ist Nittendorf mit 3005 Einwohnern größer, doch auch der Ortsteil Undorf hat in den vergangenen Jahrzehnten deutlich auf 2496 Personen zugenommen.

## Sehenswürdigkeiten
Die katholische Pfarrkirche St. Joseph, ein Saalbau mit abgewalmtem Satteldach, ist ein Baudenkmal (siehe Liste der Baudenkmäler in Undorf).
Das ehemalige Schloss Undorf ist heute ein Gasthof.
Der Bahnhof Undorf wurde ursprünglich als Bahnhof Eichhofen eröffnet und liegt an der Bahnstrecke Regensburg–Nürnberg.

## Berühmtheiten
Der aus Undorf stammende Hans Dorfner ist ein ehemaliger deutscher Fußballspieler, der unter anderem für den FC Bayern München und den 1. FC Nürnberg spielte. Seine Karriere begann beim ASV Undorf, bei dem er vom siebten bis zum siebzehnten Lebensjahr spielte (1972 bis 1982). Außerdem spielte er von 1987 bis 1989 für die deutsche Fußballnationalmannschaft. Dort machte er sieben Spiele, in denen er ein Tor erzielte.

## Sportvereine
Der ASV Undorf 1950 ist der größte Sportverein des Ortes. Am 29. Juli 1950 trafen sich 39 Undorfer und beschlossen, einen Sportverein zu gründen. Die Gründungsversammlung fand am 5. August 1950 in der Gaststätte Rauscher statt. Die anwesenden Gründungsmitglieder einigten sich auf den Namen „Allgemeiner Sportverein Undorf“.
Der ASV Undorf 1950 ist in folgende Abteilungen aufgeteilt:
Fußball, Tischtennis, Volleyball, Stockschießen, Ski und Wandern, Turnen, Radsport und Judo.
Der Schwerpunkt des Vereins liegt dabei in der Abteilung Fußball.

### Abteilung Fußball
Das erste Spiel des Vereins fand am 20. August 1950 in Hohenschambach statt und endete mit einem 4:4. Der ASV Undorf trägt seine Heimspiele am Jahnweg in Undorf aus.

#### Erfolge
- 1960: Aufstieg der 1. Mannschaft in die A-Klasse mit 28:4 Punkten und 76:20 Toren.

- 1990: Erneuter Aufstieg in die A-Klasse; durch zwei Tore von Jakob Wein jun. bezwang man den SC Laub mit 2:1.

- 1990: Sensationsspiel gegen den FC Bayern München vor 2.500 Zuschauern zum 40-jährigen Gründungsfest des ASV. Das Spiel endete erwartungsgemäß mit 0:10 (0:5).

- 2000/01: Bezirksliga-Zugehörigkeit des ASV.

- 2008: Aufstieg in die Kreisliga durch einen 1:0-Sieg gegen den FC Jura 05 II.

- 2011/12: Meister der Kreisklasse 3 (26 Spiele, 66 Punkte, 83:17 Tore).